# La chica salvaje (novela)
La chica salvaje (Where the Crawdads Sing) es una novela misterio que combina la exaltación de la naturaleza y un asesinato no resuelto. Escrita a modo de thriller con una prosa cercana a la poesía, narra el paso de la niñez a la mayoría de edad. Publicada en 2018 por la zoóloga estadounidense Delia Owens.
La historia sigue dos líneas de tiempo que se entrelazan lentamente. La primera describe la vida y las aventuras de una joven llamada Kya mientras crece aislada en los pantanos de Carolina del Norte. La segunda línea de tiempo sigue una investigación sobre el aparente asesinato de Chase Andrews, un playboy local de Barkley Cove, una ciudad ficticia en la costa de Carolina del Norte.
En abril de 2023, el libro había vendido más de 18 millones de copias. A la fecha de julio de 2022 se estrenó la adaptación cinematográfica con el mismo nombre.

## Argumento

### Parte I - El pantano
En 1952, Catherine Kya Danielle Clark, una niña de seis años, ve cómo su madre la abandona a ella y a su familia debido a los violentos abusos de su marido, el padre de Kya. Mientras Kya espera en vano el regreso de su madre, es testigo de cómo sus hermanos mayores, Missy, Murph, Mandy y Jodie, se marchan también debido a la bebida y los abusos físicos de su padre.
A solas con su padre, que temporalmente deja de beber, Kya aprende a pescar. Su padre le da su mochila para que guarde sus colecciones de conchas y plumas. La analfabeta Kya pinta estas conchas y plumas, así como las criaturas y las orillas de la marisma, con acuarelas que su madre le dejó.
Un día, Kya encuentra una carta en el buzón. Su padre le arrebata la carta de las manos mientras ella sale corriendo del buzón chillando de alegría porque por fin han recibido una carta de su madre. Tras leer la carta, se enfurece y la quema junto con la mayor parte del vestuario y los lienzos de su madre. Vuelve a beber y a hacer largos y frecuentes viajes para jugar. Finalmente, no regresa y Kya lo da por muerto, convirtiéndose en el último miembro de la familia que la deja sola en el pantano. Sin dinero ni familia, sobrevive cultivando su huerto y cambiando mejillones frescos y pescado ahumado por dinero y gasolina de Jumpin', un hombre negro que tiene una gasolinera en el muelle. Jumpin' y su esposa Mabel se convierten en amigos de toda la vida de Kya, y Mabel recoge ropa donada para ella.
A medida que crece, Kya se enfrenta a los prejuicios de los habitantes de Barkley Cove (Carolina del Norte), que la apodan "la chica del pantano". Los escolares se ríen de ella el único día que va al colegio y la mujer del pastor la llama "asquerosa" y "sucia". Sin embargo, se hace amiga de Tate Walker, un viejo amigo de Jodie que a veces pesca en el pantano. Cuando un día Kya se pierde, Tate la lleva a casa en su barca. Años más tarde, le deja plumas de aves raras y le enseña a leer y escribir. Ambos entablan una relación romántica hasta que Tate se marcha a la Universidad de Carolina del Norte en Chapel Hill. Promete volver, pero más tarde se da cuenta de que Kya no puede vivir en su mundo más civilizado por lo salvaje e independiente que es, y la deja sin despedirse.

### Parte II - El pantano

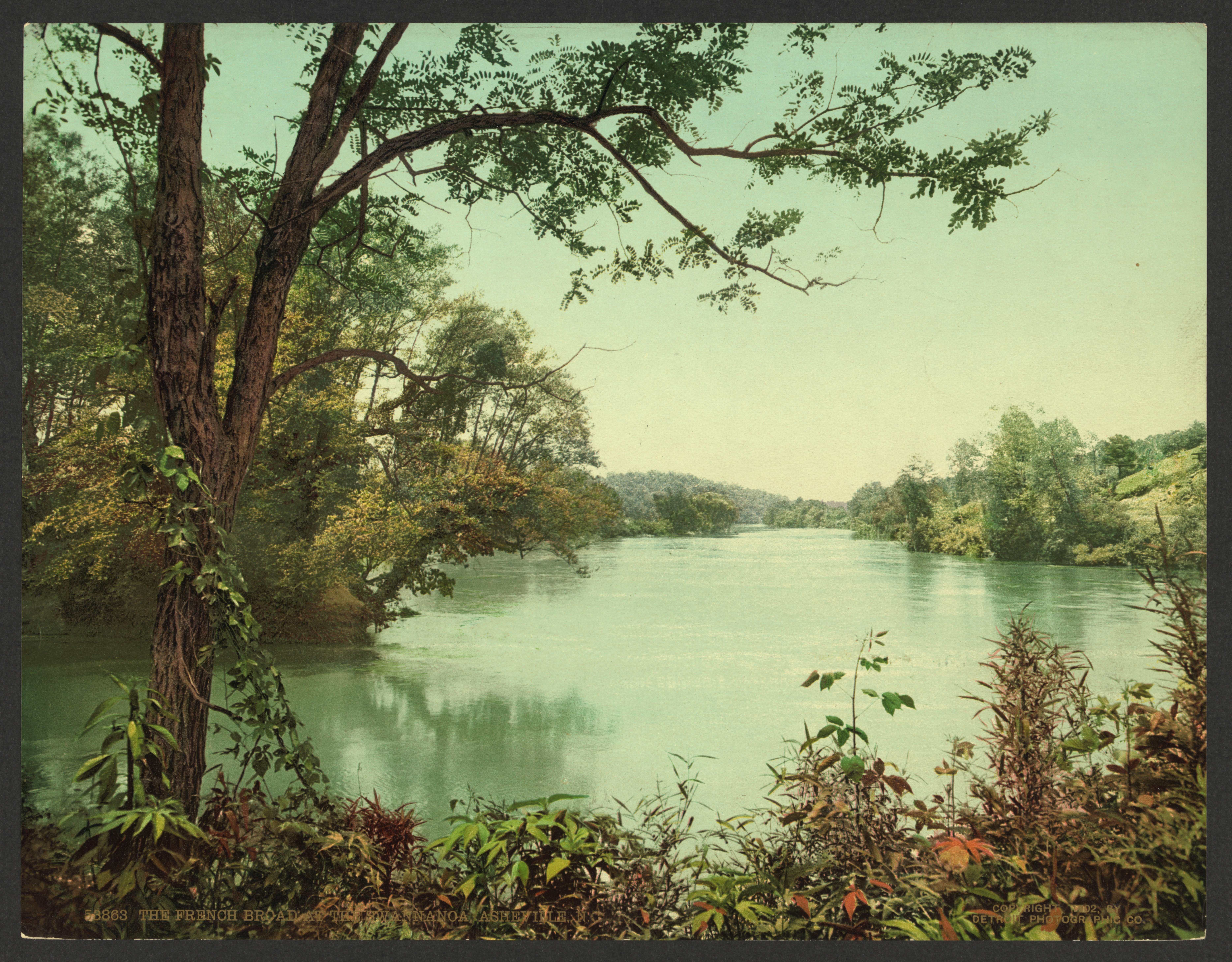
La novela de Delia Owens está ambientada en un pantano de Carolina del Norte

En 1965, Kya tiene 19 años. Chase Andrews, el mariscal de campo y playboy estrella de Barkley Cove, la invita a un pícnic, durante el cual intenta tener sexo con ella. Más tarde se disculpa y los dos forman una relación romántica. Él le muestra una torre de bomberos abandonada y ella le da un collar de concha que encontró durante su pícnic, ensartado en una cuerda de cuero sin curtir. A pesar de sus sospechas, cree en las promesas de matrimonio de Chase y consuma su relación en una habitación de motel barato en Asheville, Carolina del Norte. Ella sale de la tienda de comestibles un día y se encuentra con Chase y su prometida y se da cuenta de que sus promesas de matrimonio eran una artimaña para el sexo. Luego termina su relación.
Tate, habiéndose graduado de la universidad, visita a Kya e intenta disculparse por haberla dejado y le confiesa su amor. Todavía herida por su traición, ella lo rechaza. A pesar de esto, ella le permite entrar a su choza y él está impresionado por su colección ampliada de conchas marinas. Él la insta a publicar un libro de referencia sobre conchas marinas, y ella lo hace tan bien como sobre las aves marinas. Con el dinero extra, renueva su casa. El mismo año, Jodie, ahora en el ejército, también regresa a la vida de Kya, expresando pesar por haberla dejado sola y dando la noticia de que su madre había sufrido una enfermedad mental y había muerto de leucemia dos años antes. Kya perdona a su madre por irse, pero aún no puede entender por qué nunca regresó. Después de aconsejarle a Kya que le dé a Tate una segunda oportunidad, Jodie se dirige a Georgia y le deja a Kya una nota con su número de teléfono y dirección.
Algún tiempo después, mientras se relaja en una cala, Kya se enfrenta a Chase. Después de una discusión, Chase ataca a Kya, la golpea e intenta violarla. Ella lo rechaza y amenaza en voz alta con matarlo si no la deja en paz. El encuentro es presenciado por dos pescadores cercanos. De vuelta en su choza, Kya teme que denunciar el asalto sería inútil ya que la ciudad la culparía por "estar suelta". La semana siguiente, ve a Chase navegando hasta su choza y se esconde hasta que se va. Al recordar el abuso de su padre, Kya teme las represalias de Chase, sabiendo que "estos hombres tenían que dar el último golpe".
A Kya se le ofrece la oportunidad de conocer a su editor en Greenville, Carolina del Norte, y toma el autobús para encontrarse con él. Después de que ella regresa a casa al día siguiente, algunos niños encuentran a Chase muerto debajo de la torre de fuego. El sheriff, Ed Jackson, cree que se trata de un asesinato porque no hay huellas ni huellas dactilares, incluida la de Chase, alrededor de la torre. Ed habla con fuentes y recibe declaraciones contradictorias. Se entera de que el collar de conchas que Kya le dio a Chase no estaba cuando se encontró su cuerpo, a pesar de que lo usó la noche en que murió. Se vio a Kya saliendo de Barkley Cove antes del asesinato y luego regresando el día después de la muerte de Chase. También había fibras de lana roja en la chaqueta de Chase que pertenecían a un sombrero que Tate le había dado a Kya. Convencido de que ella es la culpable del asesinato de Chase, Ed arresta a Kya cerca del muelle de Jumpin, la acusa de asesinato en primer grado y la encarcela sin derecho a fianza durante dos meses.
En el juicio de Kya en 1970, solo se aportan pruebas contradictorias y circunstanciales . El abogado de Kya, Tom Milton, desacredita los argumentos del fiscal ya que no había evidencia de que Kya estuviera en la torre de bomberos la noche de la muerte de Chase. El jurado la encuentra no culpable. Ella regresa a casa y se reconcilia con Tate. Viven juntos en su choza hasta que ella muere en paz en su bote a la edad de 64 años. Más tarde, mientras busca el testamento de Kya y otros documentos, Tate encuentra una caja oculta con algunas de sus antiguas posesiones y se da cuenta de que Kya había escrito poemas bajo el nombre de Amanda Hamilton, la poeta citada con frecuencia a lo largo del libro. También encuentra un poema que describe virtualmente el asesinato de Chase, obviamente escrito desde el punto de vista del asesino. Luego encuentra, debajo de los poemas, el collar de conchas que Chase usó hasta la noche en que murió. Hay una clara implicación de que Kya había matado a Chase. Tate luego quema la cuerda de cuero sin curtir y deja caer la concha en la playa, eligiendo ocultar el secreto de Kya para siempre para asegurarse de que su legado permanezca intacto.

## Etología
La etología, el estudio del comportamiento animal, es un tema que se trata en el libro. Kya lee sobre etología, incluido un artículo titulado "Sneaky Fuckers", donde aprende sobre las luciérnagas hembras, que usan su señal de luz intermitente codificada para atraer a un macho de otra especie a su muerte, y sobre las mantis hembras que atraen a un macho y comienzan comiendo la cabeza y el tórax de la pareja mientras su abdomen aún copula con ella.
Las luciérnagas hembras atraen a los machos extraños con señales deshonestas y se los comen; las mantis hembras devoran a sus propias parejas. Las hembras de los insectos, pensó Kya, saben cómo tratar a sus amantes.

## Significado del título
El título original en inglés es Where the Crawdads Sing, «crawdad» es una palabra del argot estadounidense para referirse a los cangrejos de río: estos crustáceos no pueden cantar, pero cuando la madre de Kya la animaba a explorar el pantano, solía decirle: "Ve tan lejos como puedas... allá donde cantan los cangrejos de río". Cuando Tate también utilizó la frase, ella le preguntó el significado y él contestó: "Sólo significa lejos en el monte donde los bichos son salvajes, aún comportándose como bichos". Delia Owens se inspiró en la frase porque su madre la había utilizado cuando era niña.

## Recepción
El libro fue seleccionado para el Hello Sunshine Book Club de Reese Witherspoon en septiembre de 2018 y para Barnes & Noble's Best Books of 2018.
En diciembre de 2019, el libro había vendido más de 4.5 millones de ejemplares, y vendió más ejemplares impresos en 2019 que cualquier otro título para adultos, de ficción o no ficción. También fue el número 1 de 2019 en la lista de libros más vendidos de ficción de Amazon.com. Encabezó la lista de The New York Times Fiction Best Sellers de 2019 y The New York Times Fiction Best Sellers de 2020.
A finales de diciembre de 2020, The New York Times lo incluyó en el sexto lugar en ventas de tapa dura de ese año. En 2022, Publishers Weekly lo clasificó como el decimocuarto libro más vendido de 2021, con ventas de 625 599 copias, y hasta finales de febrero de 2022, el libro había pasado 150 semanas en la lista de los más vendidos. En abril de 2022, se informó que el libro había vendido 12 millones de copias. Para julio de 2022, el libro había vendido más de 15 millones de copias,  convirtiéndolo en uno de los libros más vendidos de todos los tiempos.
La palabra crawdad es un término regional, provocó un aumento de consultas en línea sobre el significado de la palabra.
Se dice que algunos aspectos de la vida de Kya y de las elecciones narrativas de la novela, incluida su actitud hacia sus personajes negros, recuerdan a la época de Owens en Zambia, donde ella, su entonces marido y el hijo de éste siguen siendo buscados para ser interrogados por el asesinato de un cazador furtivo grabado en 1996 en un reportaje de ABC News. Owens no es sospechosa, pero se la considera testigo potencial.

## Adaptación cinematográfica
Sony Pictures Releasing compró los derechos cinematográficos del libro, y la productora Hello Sunshine de Reese Witherspoon lo produjo, con Witherspoon y Lauren Neustadter como coproductores. Lucy Alibar adaptó el libro al guion cinematográfico. Daisy Edgar-Jones interpreta a Kya, con Taylor John Smith y Harris Dickinson como Tate Walker y Chase Andrews, respectivamente. El rodaje tuvo lugar desde mediados de abril hasta mediados o finales de junio de 2021 en Nueva Orleans y Houma, Luisiana y alrededores. El 5 de julio de 2021, Cosmopolitan informó que la filmación había terminado. La película se estrenó el 15 de julio de 2022.
El álbum de la banda sonora es del compositor canadiense Mychael Danna. Taylor Swift contribuyó con una canción original, «Carolina».

## Otras lecturas
- Stasio, Marilyn (17 de agosto de 2018). De un pantano a una montaña, la ficción criminal se dirige al aire libre. The New York Times. ISSN 0362-4331. Consultado el 5 de abril de 2019. (en inglés)